# Теорія запасів
Теорія запасів — розділ дослідження операцій, що вивчає закономірності утворення і витрачання запасів і розробляє рекомендації з оптимального управління ними. У будь-якому виробничому процесі, у постачанні населення продуктами і т. д. створюються запаси, які відіграють роль ланки, що згладжує нерівномірності попиту, виробництва та постачання.